# Nagroda Saturn w kategorii najlepsze efekty specjalne
Laureaci nagród Saturn w kategorii najlepsze efekty specjalne:

## 1999–2009
1999: Rob Coleman, John Knoll, Dennis Muren Scott Squires – Gwiezdne wojny: część I – Mroczne widmo

nominacje:
- Jim Mitchell, Joss Williams, Kevin Yagher, Mark S. Miller – Jeździec bez głowy
- Stan Winston, Bill George, Kim Bromley, Robert Stadd – Kosmiczna załoga
- John Gaeta, Janek Sirrs, Steve Courtley, Jon Thum – Matrix
- John Andrew Berton Jr., Daniel Jeannette, Ben Snow, Chris Corbould – Mumia
- John Dykstra, Henry Anderson, Jerome Chen, Eric Allard – Stuart Malutki

2000: Scott E. Anderson, Craig Hayes, Scott Stokdyk, Stan Parks – Człowiek widmo

nominacje:
- Stefen Fangmeier, Habib Zargarpour, Tim Alexander, John Frazier – Gniew oceanu
- Kevin Scott Mack, Matthew E. Butler, Bryan Grill, Allen Hall – Grinch: Świąt nie będzie
- Michael Lantieri, David Drzewiecki, Amalgamated Dynamics, Rhythm and Hues, Cinesite, VCE.Com – Szósty dzień
- Michael L. Fink, Michael J. McAlister, David Prescott, Theresa Ellis – X-Men

2001: Dennis Muren, Scott Farrar, Stan Winston, Michael Lantieri – A.I. Sztuczna inteligencja

nominacje:
- Arthur Windus, Val Wardlaw, Hal Bertram, Nick Drew, Seb Caudron – Braterstwo wilków
- Robert Legato, Nick Davis, Roger Guyett, John Richardson – Harry Potter i Kamień Filozoficzny
- John Andrew Berton Jr., Daniel Jeannette, Neil Corbould, Thomas Rosseter – Mumia powraca
- Jim Mitchell, Danny Gordon Taylor, Donald Elliott, John Rosengrant – Park Jurajski III
- Jim Rygiel, Randall William Cook, Richard Taylor, Mark Stetson – Władca Pierścieni: Drużyna Pierścienia

2002: Rob Coleman, Pablo Helman, John Knoll, Ben Snow – Gwiezdne wojny: część II – Atak klonów

nominacje:
- Jim Mitchell, Nick Davis, John Richardson, Bill George – Harry Potter i Komnata Tajemnic
- Scott Farrar, Henry LaBounta, Michael Lantieri, Nathan McGuinness – Raport mniejszości
- John Dykstra, Scott Stokdyk, Anthony LaMolinara, John Frazier – Spider-Man
- Jim Rygiel, Joe Letteri, Randall William Cook, Alex Funke – Władca Pierścieni: Dwie wieże
- Joel Hynek, Matthew E. Butler, Sean Andrew Faden, John Frazier – xXx

2003: Jim Rygiel, Joe Letteri, Randall William Cook, Alex Funke – Władca Pierścieni: Powrót króla

nominacje:
- Dennis Muren, Edward Hirsh, Colin Brady, Michael Lantieri – Hulk
- John Gaeta, Kim Libreri, George Murphy, Craig Hayes – Matrix Rewolucje
- John Knoll, Hal T. Hickel, Terry D. Frazee, Charles Gibson – Piraci z Karaibów: Klątwa Czarnej Perły
- Pablo Helman, Danny Gordon Taylor, Allen Hall, John Rosengrant – Terminator 3: Bunt maszyn
- Michael L. Fink, Richard E. Hollander, Stephen Rosenbaum, Mike Vézina – X-Men 2

2004: John Dykstra, Scott Stokdyk, Anthony LaMolinara, John Frazier – Spider-Man 2

nominacje:
- Roger Guyett, Tim Burke, Bill George, John Richardson – Harry Potter i więzień Azkabanu
- John Nelson, Andy Jones, Erik Nash, Joe Letteri – Ja, robot
- Peter Chiang, Pablo Helman, Thomas J. Smith – Kroniki Riddicka
- Karen E. Goulekas, Neil Corbould, Greg Strause, Remo Balcells – Pojutrze
- Scott Squires, Ben Snow, Daniel Jeannette, Syd Dutton – Van Helsing

2005: Joe Letteri, Richard Taylor, Christian Rivers, Brian Van’t Hul – King Kong

nominacje:
- Janek Sirrs, Dan Glass, Chris Corbould, Paul J. Franklin – Batman: Początek
- John Knoll, Roger Guyett, Rob Coleman, Brian Gernand – Gwiezdne wojny: część III – Zemsta Sithów
- Jim Mitchell, Tim Alexander, Timothy Webber, John Richardson – Harry Potter i Czara Ognia
- Dean Wright, Bill Westenhofer, Jim Berney, Scott Farrar – Opowieści z Narnii: Lew, czarownica i stara szafa
- Dennis Muren, Pablo Helman, Randy Dutra, Daniel Sudick – Wojna światów

2006: John Knoll, Hal T. Hickel, Charles Gibson, Allen Hall – Piraci z Karaibów: Skrzynia umarlaka

nominacje:
- Roger Guyett, Russell Earl, Pat Tubach, Daniel Sudick – Mission: Impossible III
- Karin Joy, John Andrew Berton Jr., Blair Clark, John Dietz – Pajęczyna Charlotty
- Mark Stetson, Neil Corbould, Richard R. Hoover, Jon Thum – Superman: Powrót
- John Bruno, Eric Saindon, Craig Lyn, Michael Vezina – X-Men: Ostatni bastion
- Jeremy Dawson, Dan Schrecker, Mark G. Soper, Peter Parks – Źródło

2007: Scott Farrar, Scott Benza, Russell Earl, John Frazier – Transformers

nominacje:
- Chris Watts, Grant Freckelton, Derek Wentworth, Daniel Leduc – 300
- Tim Burke, John Richardson, Paul J. Franklin, Greg Butler – Harry Potter i Zakon Feniksa
- John Knoll, Hal T. Hickel, Charles Gibson, John Frazier – Piraci z Karaibów: Na krańcu świata
- Scott Stokdyk, Peter Nofz, Spencer Cook, John Frazier – Spider-Man 3
- Michael L. Fink, Bill Westenhofer, Ben Morris, Trevor Wood – Złoty kompas

2008: Nick Davis, Chris Corbould, Timothy Webber, Paul J. Franklin – Mroczny Rycerz

nominacje:
- Eric Barba, Steve Preeg, Burt Dalton, Craig Barron – Ciekawy przypadek Benjamina Buttona
- Mike Wassel, Adrian De Wet, Andrew Chapman, Eamonn Butler – Hellboy: Złota armia
- Pablo Helman, Daniel Sudick – Indiana Jones i Królestwo Kryształowej Czaszki
- John Nelson, Ben Snow, Daniel Sudick, Shane Mahan – Iron Man
- Dean Wright, Wendy Rogers – Opowieści z Narnii: Książę Kaspian